# Jungholtz
Jungholtz is een gemeente in het Franse departement Haut-Rhin in de regio Grand Est. De gemeente telde 900 inwoners op 1 januari 2022.

## Geschiedenis
De gemeente maakte voor 2015 deel uit van het arrondissement Guebwiller en kanton Soultz-Haut-Rhin. Op 1 januari 2015 fuseerde het arrondissement met het arrondissement Thann tot het arrondissement Thann-Guebwiller. Toen op 22 maart 2015 het kanton werd opgeheven werd Jungholtz opgenomen in het kanton Guebwiller.

## Geografie
De oppervlakte van Jungholtz bedraagt 4 vierkante kilometer; Op 1 januari 2022 was de bevolkingsdichtheid 225 inwoners per km².

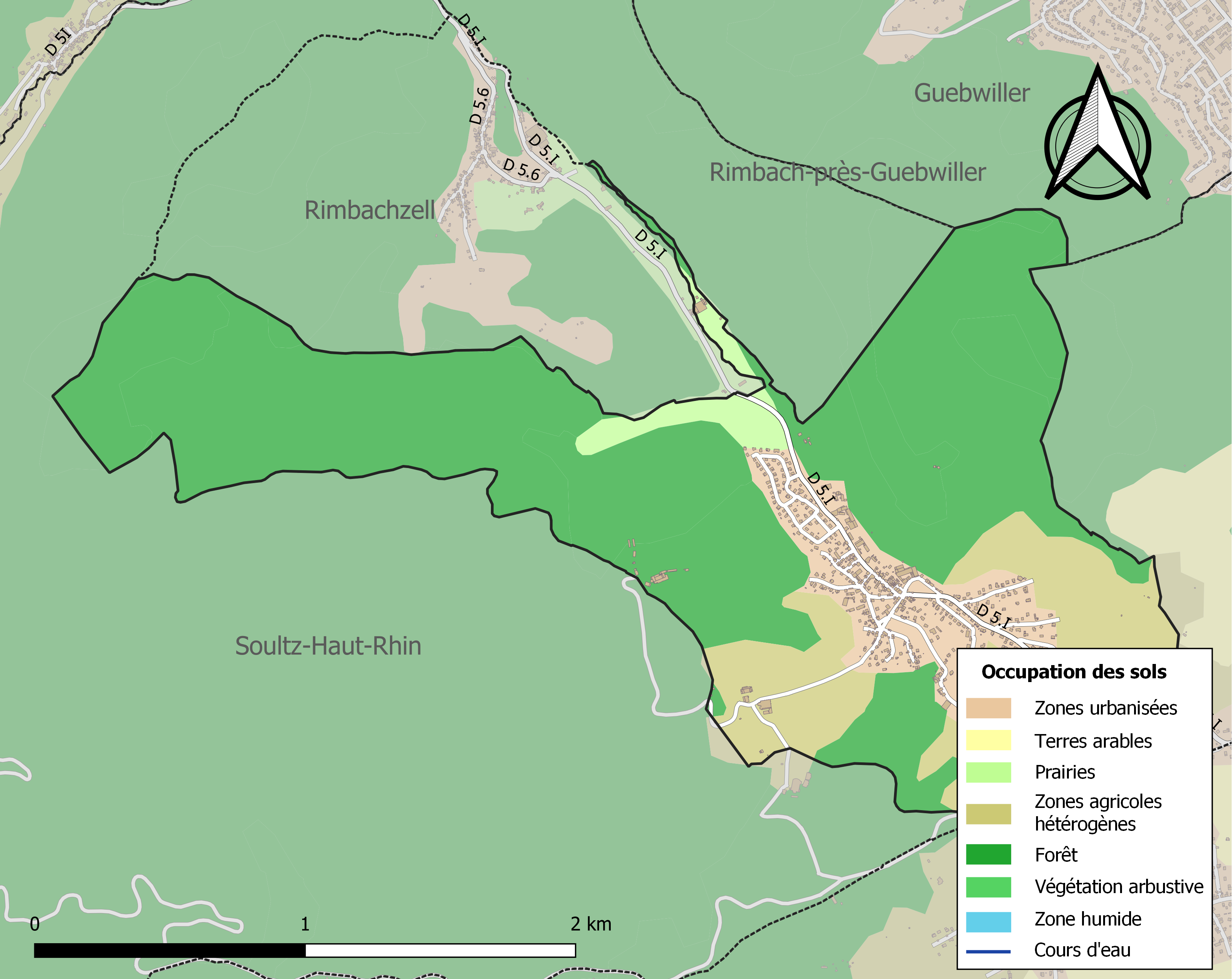
Kaart van de gemeente met de belangrijkste infrastructuur, bodemgebruik en omliggende gemeenten

## Demografie
Onderstaande figuur toont het verloop van het inwonertal.
Bergholtz · Bergholtzzell · Buhl · Guebwiller · Hartmannswiller · Issenheim · Jungholtz · Lautenbach · Lautenbachzell · Linthal · Merxheim · Murbach · Orschwihr · Raedersheim · Rimbach-près-Guebwiller · Rimbachzell · Soultz-Haut-Rhin · Wuenheim